# AB Flygindustri (Limhamn)
Denna artikel handlar om Junkers flygplansfabrik i Limhamn. För segelflygtillverkaren, se AB Flygindustri (AFI).

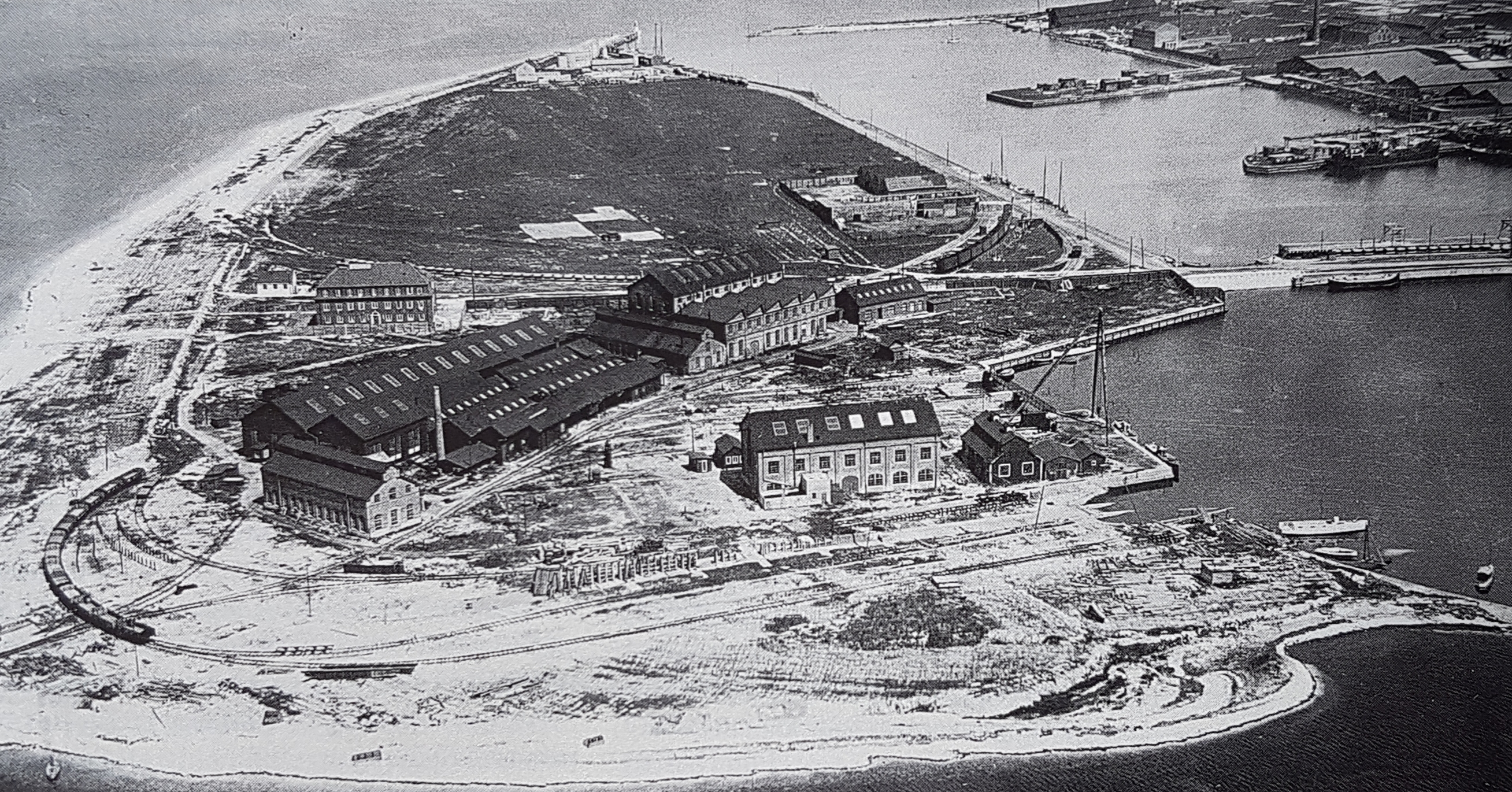
Afi-s hyrda lokaler på skeppsvarvet på ön i Limhamn

AB Flygindustri (Afi) var en flygplanstillverkare i Limhamn i Sverige.
AB Flygindustri startades 15 januari 1925 för att tillverka Junkers flygplan på licens. Företaget upphörde 15 juni 1935.
Den tyska flygindustrin var hårt kringskuren efter första världskriget. Tyska flygbolag fick inte operera med flermotoriga flygplan, och under en period var det totalförbud att tillverka flygplan. 1921 lättade reglerna något, civila flygplan fick tillverkas efter godkännande av en internationell kontrollkommission om de uppfyllde vissa regler. För att kringgå dessa regler och utveckla de flygplan man ville flyttade flera flygplanstillverkare utomlands. 1922 startade Junkers en stor fabrik i Fili utanför Moskva i Sovjetunionen men efter att ha kommit på kant med de sovjetiska myndigheterna stängdes fabriken i mars 1925.
Redan 1924 tog Hugo Junkers kontakt med bröderna Carl och Adrian Florman som startat flygbolaget AB Aerotransport och förhörde sig om de kunde tänka sig ett samarbete och starta en fabrik för tillverkning av flygplan i Sverige. Junkers ägde 82% av företaget, men eftersom dåtidens lagstiftning förbjöd utländska medborgare att inneha större andel än 50%, var 32% registrerade på svenska bulvaner.
I och med att Afi bildades, kunde Junkers starta tillverkning av större och motorstarkare trafikflygplan, samt genomföra modifiering och utveckling av militära flygplanstyper. Många av komponenterna till flygplanen var tillverkade vid Junkers fabrik i Dessau för att sedan slutmonteras av Afi i Limhamn. Det förekom till och med att hela flygplan med svenska registreringar besiktigade av den svenska luftfartsinspektionen rullade ut från fabriken i Dessau.
Verksamheten bedrevs på ett före detta skeppsvarv i Limhamn med maskiner från Dessau. När företaget startades var större delen av personalstyrkan tysk, men vid nyanställningar valdes svensk arbetskraft, som utbildades inom företaget. Personalstyrkan var i slutet av 1925 ca 460 personer. 1935, när militära aktiviteter åter skedde öppet i Tyskland, beslöts det att Afi skulle avvecklas.

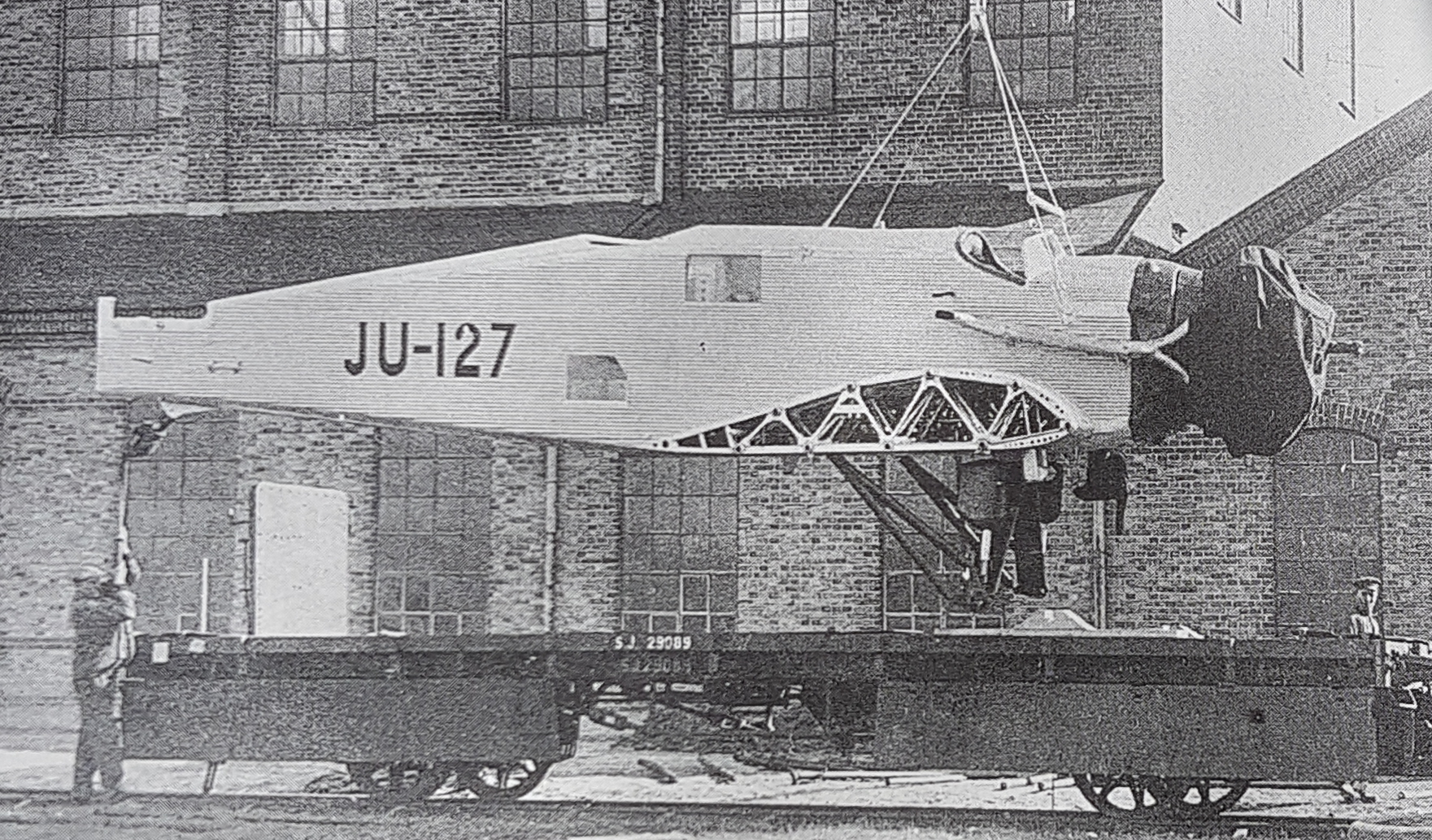
JU-127 klar för leverans till Finland

Afi tillverkade ca 30 hela flygplan och ca 40 flygplan som delvis var tillverkade i Dessau, till detta kommer 85 plan, som modifierades eller monterades av komponenter från Tyskland. Bland exportkunderna från Afi märks Kina 30 st, Sovjet 25 st, Tyskland 24 st, Colombia 10 st, Chile 8 st, Finland 7 st Argentina och Portugal 5 st vardera, Grekland 4 st Japan 3 st, Jugoslavien 2 st, samt Venezuela, Spanien, Italien, Österrike och Norge ett flygplan vardera.
För övningsflygning och utprovning levererades i maj 1930 tre Junkers K 47 till det då hemliga Tyska arméns flygetablissemang i Lipetsk, Sovjetunionen.

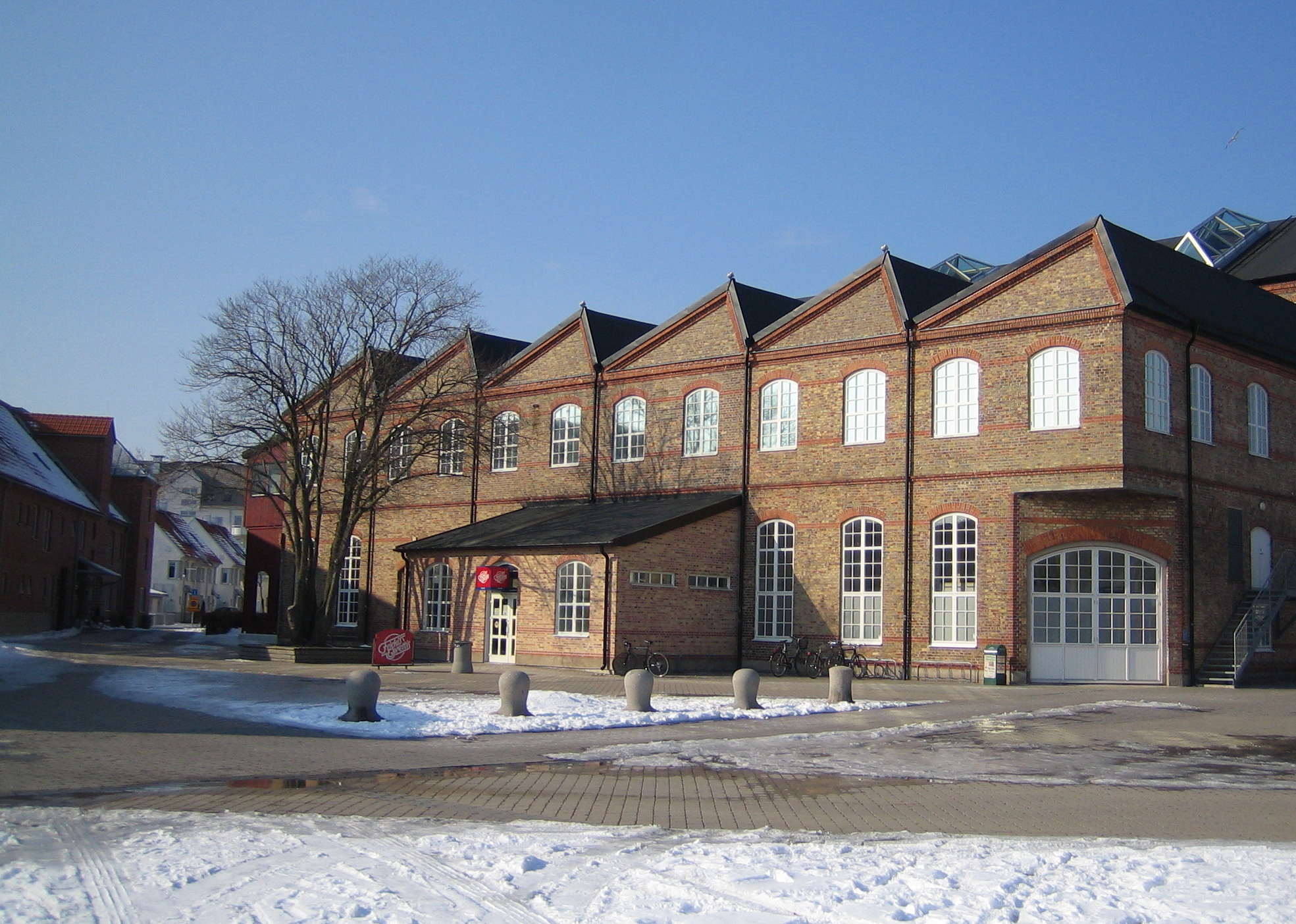
Fabriksbyggnad i Limhamn.

Flygplandtyper tillverkade helt eller delvis vid Afi:
- Junkers G 24
- Junkers R 42/ K 30
- Junkers K 53/ A 35
- Junkers K 37
- Junkers K 39
- Junkers F 13
- Junkers K 47
- Junkers W 33
- Junkers K 43
- Junkers A 50
- Junkers Ju 52/3m
- Junkers W 34h

Alla flygplan med benämningen K är militära, medan övriga är civila.